# Terremoto de Zenden Jan de 2024
El terremoto de Zenden Jan de 2024 fue un movimiento sísmico ocurrido el 18 de junio de 2024 a las 13:24 hora local. Tuvo una magnitud de 4.9 a 5.5 Mw  con una profundidad de 14 kilómetros. El terremoto mató a 4 personas e hirió a 120.

## Impacto

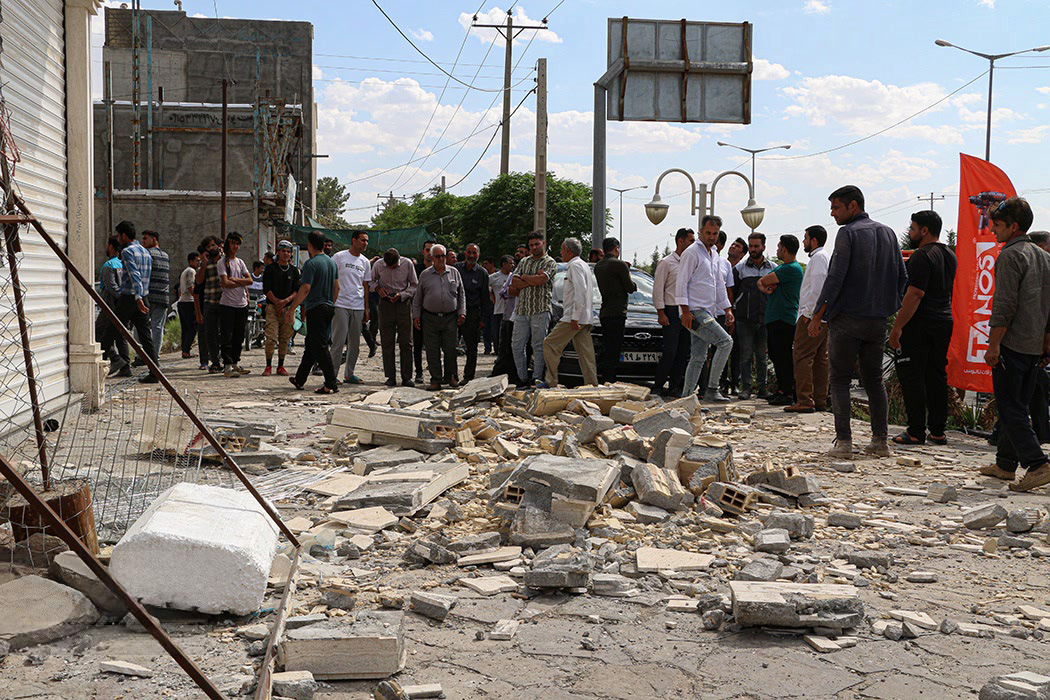
Derrumbe de una fachada en Cacherima, por el terremoto.

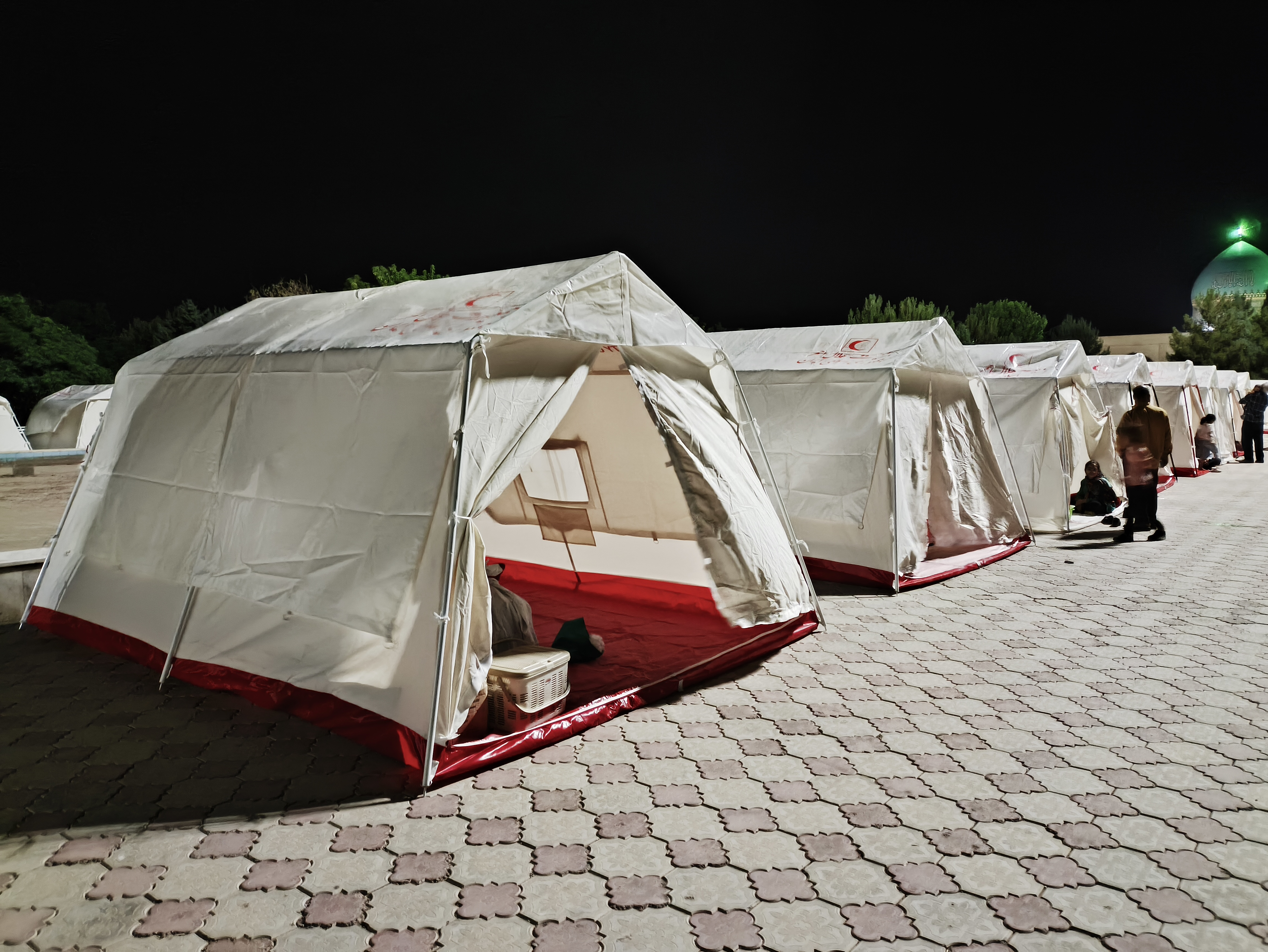
Establecimiento de más de 7 campamentos de alojamiento de emergencia en la ciudad de Kashmar.

El terremoto causó 120 heridos y 4 muertos. Según Asghar Koohsorkhi, el entonces alcalde de Kāshmar, 300 casas rurales resultaron dañadas durante el terremoto, la mayoría de las cuales estaban en condiciones ruinosas, y las fachadas se derrumbaron en algunas partes de la ciudad. 
Además, el 1 de julio de 2024, un sismo de 3.8Mw hirió a 12 personas, elevando el número total de heridos a 132.